# Marcel Camus
Marcel Camus (Chappes, 21 aprile 1912 – Parigi, 13 gennaio 1982) è stato un regista cinematografico francese.

## Biografia
Ha diretto tra gli altri Orfeo negro (Palma d'oro al Festival di Cannes e Oscar al miglior film straniero).

## Filmografia parziale

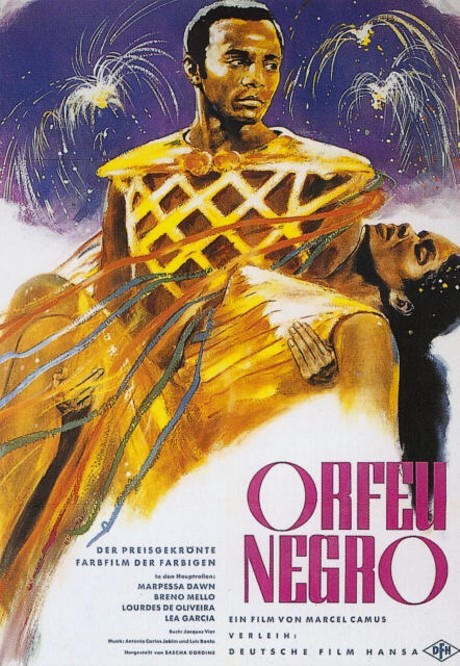
Poster del film Orfeu Negro (1959).

### Cinema
- La donna di Saigon (Mort en fraude) (1957)
- Orfeo negro (Orfeu negro) (1959)
- Rio negro (Os Bandeirantes) (1961)
- L'uccello del paradiso (L'Oiseau de paradis) (1963)
- Ossessione nuda (Le Chant du monde) (1965)
- L'homme de New York (1967)
- La ragazza della notte (Vivre la nuit) (1968)
- L'età selvaggia (Un été sauvage) (1970)
- Un elmetto pieno di... fifa (Le Mur de l'Atlantique) (1970)
- Otalia de Bahia (1976)

### Televisione
- La Porteuse de pain – miniserie TV (1973)
- Molière pour rire et pour pleurer – miniserie TV (1973)
- I falciatori di margherite – miniserie TV (1974)
- Ce diable d'homme – miniserie TV (1976)
- Winnetou le mescalero – serie TV (1980)